# 亨利·荣松
亨利·荣松（瑞典語：Henry Jonsson，1912年5月12日—2001年3月9日），瑞典男子田径运动员，主攻中长跑。他曾代表瑞典参加1936年夏季奥林匹克运动会田径比赛，获得男子5000米铜牌。